# Voltadora de Villafranca de Bonany
La Voltadora de Villafranca fue una instalación dedicada al ciclismo en pista al aire libre situada en el municipio español de Villafranca de Bonany, en las Islas Baleares, existente entre 1963 y 1999.

## Historia
La voltadora fue construida hacia 1963 alrededor del campo parroquial de deportes de la localidad, dedicado a la práctica de fútbol. Durante 1964 se celebró la primera prueba de importancia: el Torneo Intervelódromos, disputado entre cuatro pistas de Mallorca: Tirador (Palma), Campos, Ca n'Escarrinxo (Pollensa) y la pista local.
El 1 de agosto de 1970 la pista fue modernizada y reinaugurada, y vivió sus años de mayor actividad. Entre otras pruebas, la voltadora participó en dos ediciones del Torneo Intervelódromos a escala estatal: la edición de 1970 en el equipo de Baleares, y la edición de 1971 en el equipo Palma-Villafranca.
El 26 de mayo de 1984 fue reinaugurada y continuó activa unos años más, pero su estado de conservación iba empeorando.
Hacia 1996 la voltadora ya se encontraba en muy mal estado, y al encontrarse en torno del campo de fútbol esto generaba constantes problemas por el uso de las instalaciones. A finales de 1997 todavía permanecía en activo.
Finalmente, con la instalación de césped artificial en el campo de fútbol hacia 1999 (hasta entonces había sido de tierra) se aprovechó para reformar y ampliar el terreno a costa de la voltadora, que desapareció completamente.

## Eventos
- Torneig Intervelódroms (Mallorca): 1964
- Revancha del Campeonato de España tras moto comercial (profesionales): 1970[6]
- Torneo Intervelódromos (España): 1970, 1971